# Morosco Theatre
Le Morosco Theatre était un théâtre de Broadway situé près de Times Square à New York de 1917 à 1982. De nombreuses productions théâtrales notables y furent jouées, et sa démolition, ainsi que celle de quatre théâtres adjacents, fut controversée.

## Histoire
Situé au 217 West 45e Rue, le théâtre Morosco est conçu par l'architecte Herbert J. Krapp sur une commande de la Famille Shubert ; les frères Shubert l'ont fait construire pour Oliver Morosco (en) en remerciement de son aide à briser le monopole d'A. L. Erlanger et de son  Theatrical Syndicate (en). Il comptait environ 955 sièges. Après une avant-première sur invitation le 4 février 1917, il est ouvert au public le 5 février. La production inaugurale était Canary Cottage, une comédie musicale sur un livret de Morosco et une musique d'Earl Carroll (en),.
Les Shubert perdent le bâtiment pendant la Grande Dépression et City Playhouses, Inc. l'acquiert aux enchères en 1943. Il est vendu en 1968 à la Bankers Trust Company et, après l'échec d'un mouvement de protestation massif « Sauvez les théâtres » dirigé par Joe Papp et soutenu par divers acteurs et autres gens de théâtre, il est rasé en 1982, tout comme le Fulton Theatre, le Bijou Theatre et les vestiges des théâtres Astor Theater (en) et Gaiety Theatre ; il est remplacé par l'hôtel Marriott Marquis, 49 étages, et le Marquis Theatre.

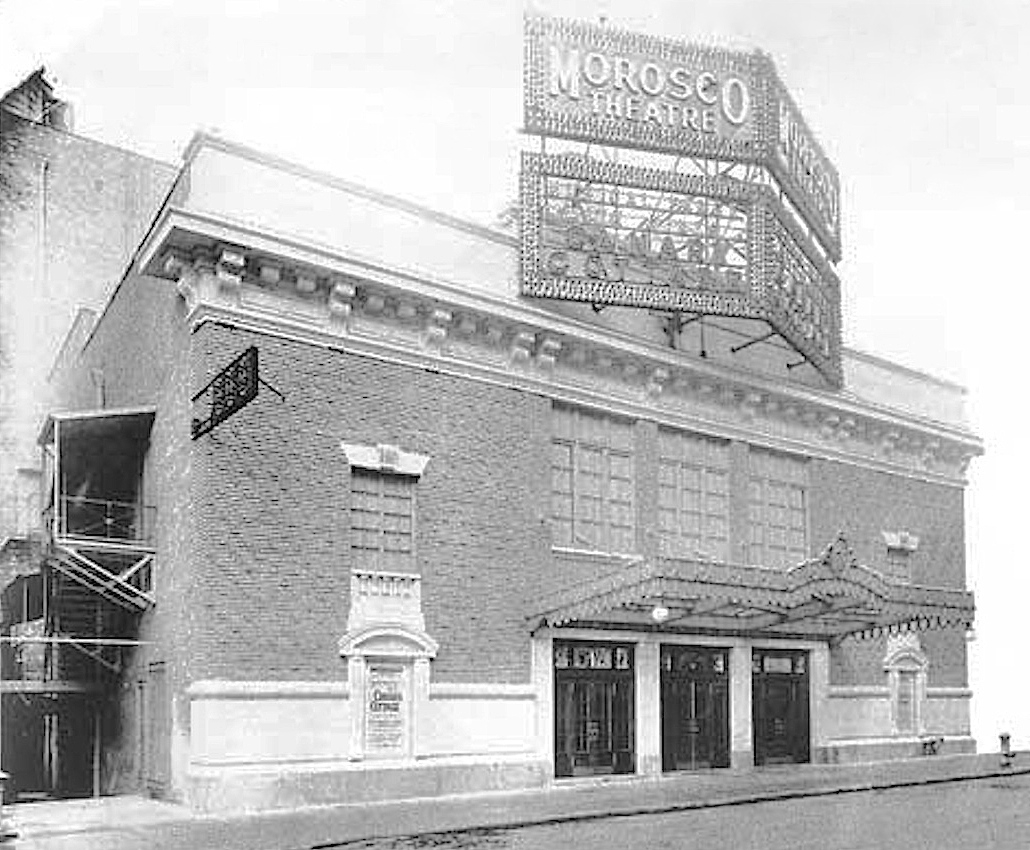
Le théâtre en 1917.
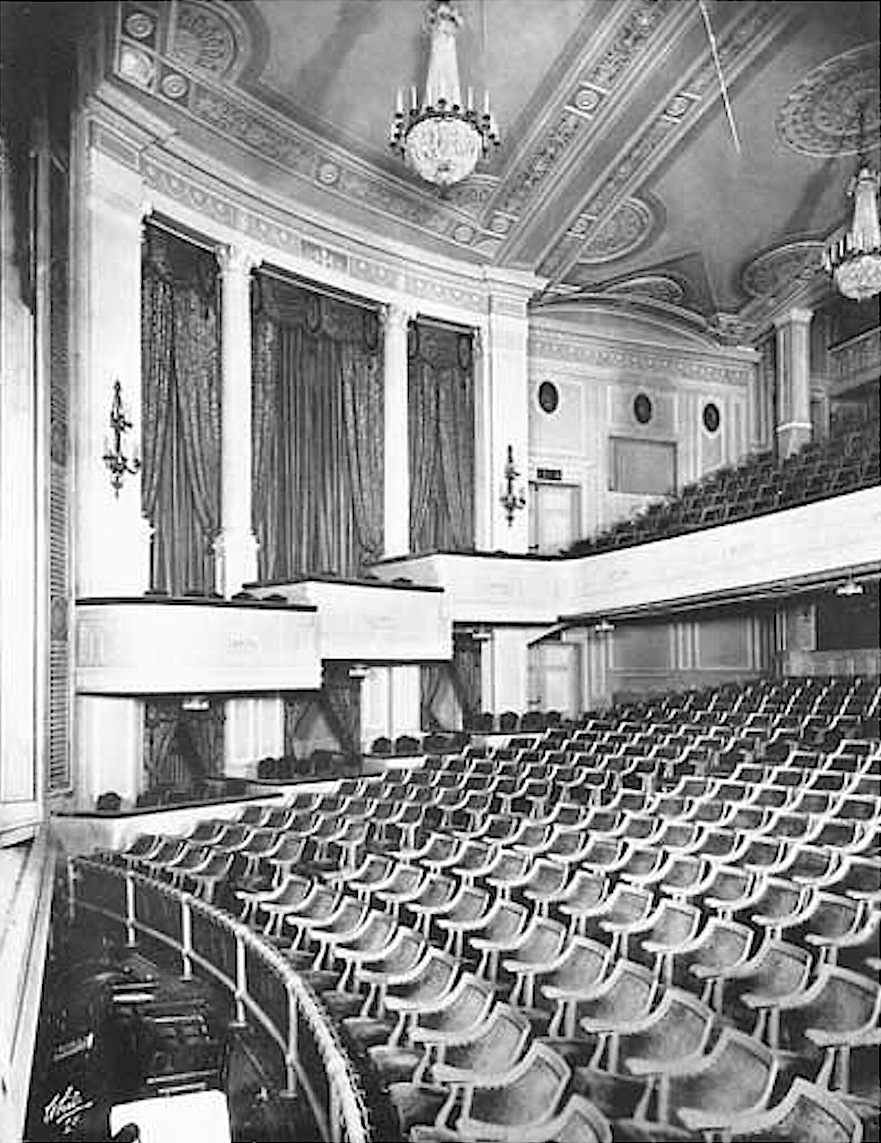
Intérieur, 1917.
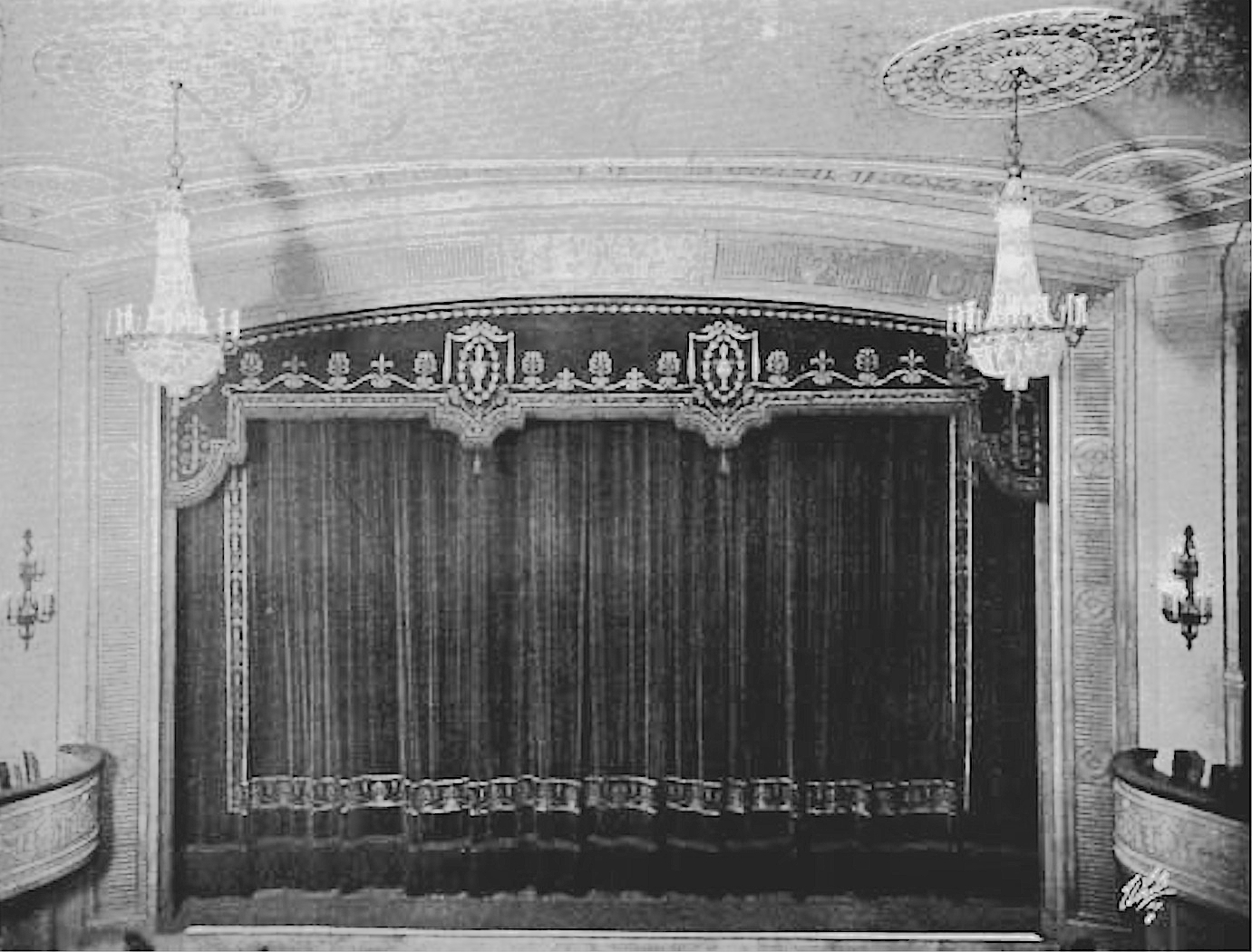
Scène, 1917.
Contrôle des éclairages.
Orchestre et balcons.
Moulures du plafond.
Détail des loges.
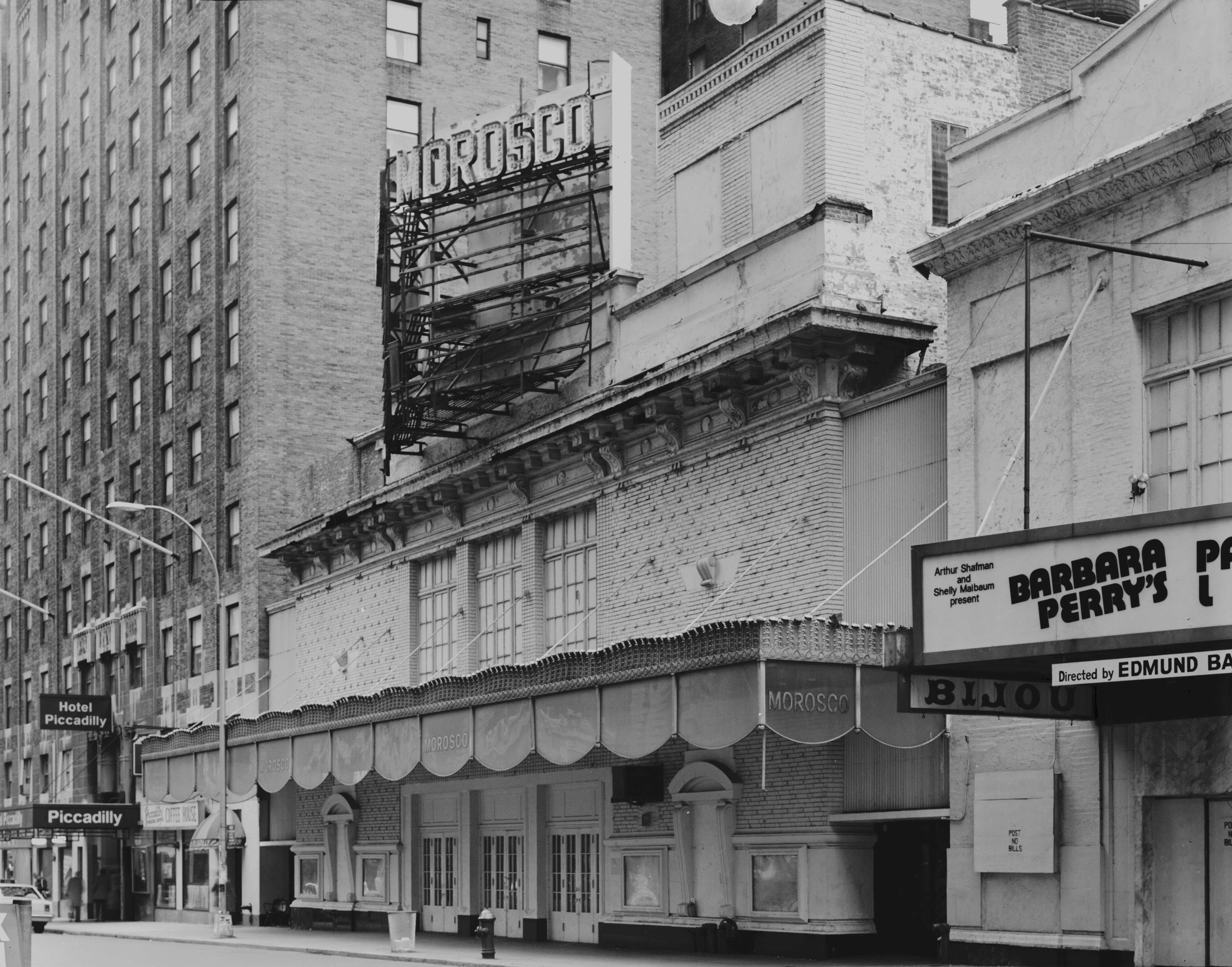
Le bâtiment à l'abandon, 1981.